# روبرت جيمس بوير
روبرت جيمس بوير هو سياسي كندي، ولد في 14 ديسمبر 1913 في بريسبريدج في كندا، وتوفي بنفس المكان في 20 يناير 2005. حزبياً، نشط في حزب أونتاريو المحافظ التقدمي. وقد انتخب عضو برلمان مقاطعة أونتاريو.